# Luis Javier Argüello García
Luis Javier Argüello García (Meneses de Campos, província de Palencia, Espanha, 16 de maio de 1953) é um clérigo espanhol, arcebispo de Valladolid e presidente da Conferência Episcopal Espanhola.

## Biografia
Ele nasceu na cidade Palencia de Meneses de Campos. Mudou-se para Valladolid para estudar no Colégio de Nossa Senhora de Lourdes dos Irmãos La Salle. Graduou-se em Direito pela Universidade de Valladolid com prêmio extraordinário, em cuja faculdade foi professor de Direito Administrativo.
Estudou Teologia no Estudo Teológico Agostiniano da cidade, pertencente à Ordem de Santo Agostinho.

### Sacerdócio
Foi ordenado sacerdote em 1986 por José Delicado Baeza. Toda a sua carreira eclesiástica desenvolveu-se em Valladolid, atingindo cargos de responsabilidade a nível arquidiocesano:
Foi formador do Seminário Diocesano de Valladolid e, posteriormente, reitor do mesmo entre 1997 e 2011. Exerceu também outras responsabilidades na diocese: membro do Conselho Episcopal, delegado da Pastoral Vocacional ou vigário episcopal.
Em 2011 foi nomeado Vigário Geral da Diocese de Valladolid pelo Arcebispo Ricardo Blázquez.

## Episcopado

### Bispo Auxiliar de Valladolid
Em 14 de abril de 2016, foi nomeado bispo auxiliar da mesma arquidiocese pelo Papa Francisco, atribuindo-lhe a sé titular de Ipagro ( Aguilar de la Frontera , epagrensis). A sua ordenação episcopal teve lugar no dia 3 de junho na Catedral de Nossa Senhora da Assunção de Valladolid. A cerimônia foi presidida pelo Cardeal Arcebispo de Valladolid, Ricardo Blázquez; o Arcebispo Primaz de Toledo, Braulio Rodríguez Plaza, e o Núncio Apostólico de Sua Santidade na Espanha, Renzo Fratini. Eles foram acompanhados por mais de vinte bispos e duzentos e cinquenta sacerdotes.

### Sermão das Sete Palavras
É tradicional que todos os arcebispos de Valladolid pronunciem o Sermão das Sete Palavras na Semana Santa imediatamente após a sua nomeação. Por isso, coube a ele pronunciá-lo em 2017. No entanto, Argüello já o havia pronunciado em 2005, quando era Reitor do Seminário desta cidade. Apenas o Cardeal Marcelo González Martín teve o privilégio de pronunciá-lo duas vezes, devido ao seu status de Cardeal Primaz da Espanha. Por isso, no seu caso, esse papel foi substituído pelo de pregador da Semana Santa .

### Arcebispo de Valladolid
Em 17 de junho de 2022, foi nomeado Arcebispo de Valladolid pelo Papa Francisco . A entrada solene ocorreu em 30 de julho seguinte.
Em 5 de março de 2024, foi eleito pela 124.ª Assembleia Plenária como presidente da Conferência Episcopal Espanhola, para o período 2024-2028, com 48 votos.